# Särö säteri
Särö säteri var ett tidigare säteri beläget på Särön i Släps socken, Kungsbacka kommun.
Säteriets ursprungliga mangårdsbyggnad skall ha uppförts 1670 och av den äldst kända kartan från 1692 framgår det att denna byggnad varit belägen på samma plats som den 1753 uppförda herrgårdsbyggnaden. Byggnaden ändrades 1839 till hotell för badgäster och när densamma brann ned 1927 var den huvudsakligen inrättad som en restaurang för ortens badgäster. År 1772 uppfördes en ladugård och stallar med loge, vilka revs 1886.
Av de byggnader som hörde till säteriet står idag fyra kvar, belägna i det centrala området vid Särö kyrka och Stallbacken. Här finns sädesmagasinet Stolpboden från 1775, Ryttaregården från 1767, en ladugård i sten från 1845, samt ett statarhus från 1894. De tre sistnämnda är idag samtliga ombyggda till bostäder.

## Historia
Den historiska utvecklingen på Särö inleds med kronogårds- och säteriepoken som sträcker sig från 1200-talet fram till 1830-talet. I kung Valdemars jordebok omtalas i hallandslistan ett konungamöte vid Släp 1254. De tre nordiska överhuvudena möttes då för att dryfta gränsregleringar. Bland andra frågor. Efter ett nytt möte 1256 försålde Änkan i Buskär Särö till den danske kungen varpå egendomen blev ett kronohemman.
Den förste brukaren av Scerön (Särö) var Peder Bragde. Tillsammans med flera andra gårdar i nordhalland, bland annat Rossared och Gåsevadholm, byttes Särö bort 1364 till Ebbe Bengtsson Piik. Kronogården stannade i släkten Piiks ägo fram till 1625. Någon beskrivning av gårdens utseende eller läge vid denna tid finns inte.
Efter freden i Brömsebro 1645 då Sverige övertog Halland på 30 år och efter 1658 omtalas i jordeböckerna Oluf (Hansson) i Sähred som brukare av jorden. År 1649 blev Maclean ägare till Gåsevadholm och genom frälsebyte 1651 även Särö som därigenom blev frälsegård.
Släkten Wernle kom under 1600-talets senare hälft och fram till 1754 att besitta gården. Även Vallda säteri ägdes av släkten. År 1669 utverkades säterifrihet för hemmanet Särö. I säteribestämmelserna stadgades”att gården skulle bebyggas med en ägaren värdig säteribyggnad”. Sannolikt stod byggnaden klar 1670, för dåvarande ägaren Leijoncranz. Tidigare hade det bara funnits ekonomibyggnader.
Mangårdsbyggnaden erhöll 1753 en ny struktur. Säteriet utannonserades 1771 till salu i tidningen ”Götheborgske Spionen”, ”... På fastigheten finns förutom en stor manbyggnad, spannmålsbod, nybyggd ladugård, bördig ängsmark, bra åkerjord, härlig skog, bra fårbete på ett par av de kringliggande öarna och en säker hamn för större och mindre fartyg”. Säteriet kommer gnom försäljningen i släkten Otterdahls ägo, i vilken den stannar fram till 1804 då familjen Åkerman genom arv tar Särö i besittning.
År 1839 etablerade Åkerman, inspirerad av den nya havsbadstrenden, en badinrättning på Särö, som kom att drivas samtidigt med säteriet ända in i 1900-talet. Åkerman köpte och återuppförde ett varmbadhus vid Stallviken och inrättade läkarmottagning på badhusets vind. Ett flytande kallbadhus uppfördes vid Sandvik, senare ut- och ombyggt till damkallbadhus, liksom senare också ett herrkallbadhus närmare Gövik. Enfamiljshus och lägenhetspaviljonger byggdes för att hysa badgästerna. Badrestaurang inrättades i säteriets huvudbyggnad. Logi anordnas i övriga hus på ön samt i gårdar liggande på fastlandet.
År 1847 övertog den f.d. tyske apotekaren Leopold Schmidt Särö. Dåtidens lagar förhindrade avstyckning och försäljning av tomter från säteriet varför Schmidt arrenderade ut stora tomter i grupper på 10-49 år. Han lät även uppföra ett flertal av villorna i samråd med de blivande arrendatorerna. Dessa fick endast disponera villorna sommartid och gavs riktlinjer om målning samt tapetsering. De fick inte bygga anläggningar som konkurrerade med badinrättningen. 
Säteriets ladugård uppfördes år 1893 som stall för att hysa badgästernas hästar varpå kreaturen kom att flyttas över till fastlandet. Under en 30 år byggde Leopold Schmidt upp ett sommarparadis för en utvald krets välsituerade göteborgare. 
En ny lag stiftad 1896 gjorde det möjligt för den nye ägaren grosshandlare Carl Robert Prytz att stycka av egendomen och sälja samtliga uppförda villor med tillhörande tomter. År 1898 sålde Prytz själva säteriet med tillhörande fastlandsgårdar till grosshandlare Hans Ludvig Ygberg, med Knut Wallenberg som medfinansiär.